# Saint-Cloud-en-Dunois

Saint-Cloud-en-Dunois este o comună în departamentul Eure-et-Loir, Franța. În 1 ianuarie 2018 avea o populație de 232 de locuitori.